# Wasserburg Hainspitz
Die Wasserburg Hainspitz stand in der Gemeinde Hainspitz im Saale-Holzland-Kreis in Thüringen.

## Geschichte
Nach der Siedlung Hainspitz nannten sich Angehörige eines Ministerialengeschlechts der Wettiner. Sie wurden bereits 1132 urkundlich erwähnt.
Noch im Sächsischen Bruderkrieg 1450 war die Wasserburg mit einer Besatzung versehen. Im Dreißigjährigen Krieg brannte sie nach einer Plünderung ab und verfiel nach Vernachlässigung.
Heute sind nur noch ein flacher Hügel und Teile des Wallgrabens von ihr auf der Halbinsel im See übrig geblieben.